# 阿房宫
阿房宫，是一组始建于秦朝的宫殿，始建于秦始皇三十五年（公元前212年），秦朝灭亡前后废弃，相传其被项羽纵火焚毁。1923年，考古工作者开始寻找阿房宫遗址，并最终确认一组位于今中华人民共和国陕西省西安市长安区和未央区交界处的夯土基址为阿房宫遗址，这些基址主要位于阿房村的周围，其中主要遗迹包括前殿、上天台、磁石门等遗址。1961年，阿房宫遗址被列为全国重点文物保护单位。在2002年的考古发掘中，考古工作人员发现该建筑并没有被火焚烧过的痕迹，而整个阿房宫在被毁之前并未建成。2012年，阿房宫遗址公园正式立项建设。

## 读音
关于“阿房宫”的“阿房”，現代標準汉语中有“Ēpáng/ㄜ ㄆㄤˊ”、“Ēfáng/ㄜ ㄈㄤˊ”、“Āfáng/ㄚ ㄈㄤˊ”三种读法。主张“Ēpáng/ㄜ ㄆㄤˊ”的观点认为，“房”是“旁”的通假字，意为廣大；同时也有其他观点利用《康熙字典》的示例来证明“Ēpáng/ㄜ ㄆㄤˊ”为古音，同时也是最合适的读音。而“Ēfáng/ㄜ ㄈㄤˊ”的读音则出自2004年版《现代汉语规范词典》的“阿房宫”条目中，并将“Ēpáng/ㄜ ㄆㄤˊ”定义为不再使用的古读音:344。主张“Āfáng/ㄚ ㄈㄤˊ”读音的观点则将“Ē/ㄜ”的发音定性为了当地的方言，原音应为“Ā/ㄚ”；而“房”字则被解读为位于镐京附近的“房京”，读音应为“fáng/ㄈㄤˊ”。

## 历史

### 建造与被毁

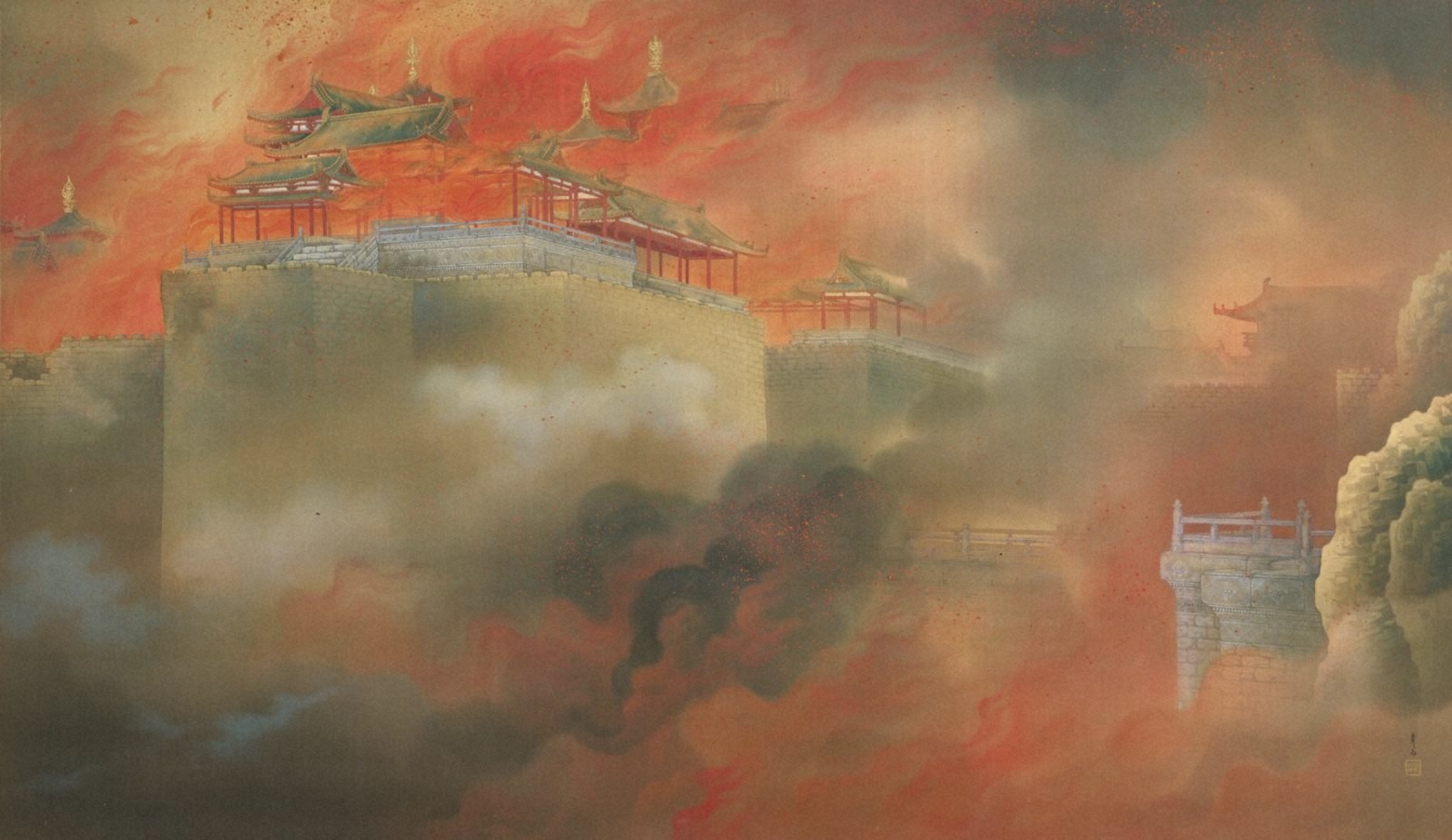
由日本木村武山所绘的以传说阿房宫为项羽所焚为题材的画作《阿房劫火》

秦始皇三十五年（公元前212年），阿房宫正式开始兴建，而阿房宫只是暂定名，原计划在该宫殿建成之后更名。建造阿房宫的目的，存在“原有宫殿不够用，需要另建”和“统一六国后展示国力”等说法。建造时修建阿房宫的劳役和修建秦始皇陵的劳役合计70余万人。秦始皇去世后，修建阿房宫的劳役被调去给秦始皇陵覆土，秦二世元年（公元前209年）四月，秦始皇陵完工，阿房宫工程复工。秦二世二年（公元前208年），右丞相冯去疾、左丞相李斯和将军冯劫上书秦二世，以“国内起义四起、赋税繁重，而建造阿房宫太过耗费国力”为由，请求停建阿房宫。秦二世并未采纳，将三人打入狱中问罪，并革除了三人的职位。之后刘邦率起义军攻入咸阳，秦朝灭亡。项羽率军抵达咸阳后，在咸阳劫掠并屠城，还放火烧毁了咸阳的宫殿，但烧毁的宫殿中是否包括阿房宫，阿房宫此时是否已经完工，史籍并未写明。出于政治的目的，自西汉开始，阿房宫作为秦始皇的重要罪证而在诸多文学作品中被故意夸张化处理。唐朝时，杜牧所写的《阿房宫赋》认定项羽烧掉了阿房宫，文中还认定阿房宫被烧毁前已经建成，这种观点影响了后世很长一段时间。北朝时，此处曾建有佛寺，唐宋之后成为农田:389。

### 调查与发现

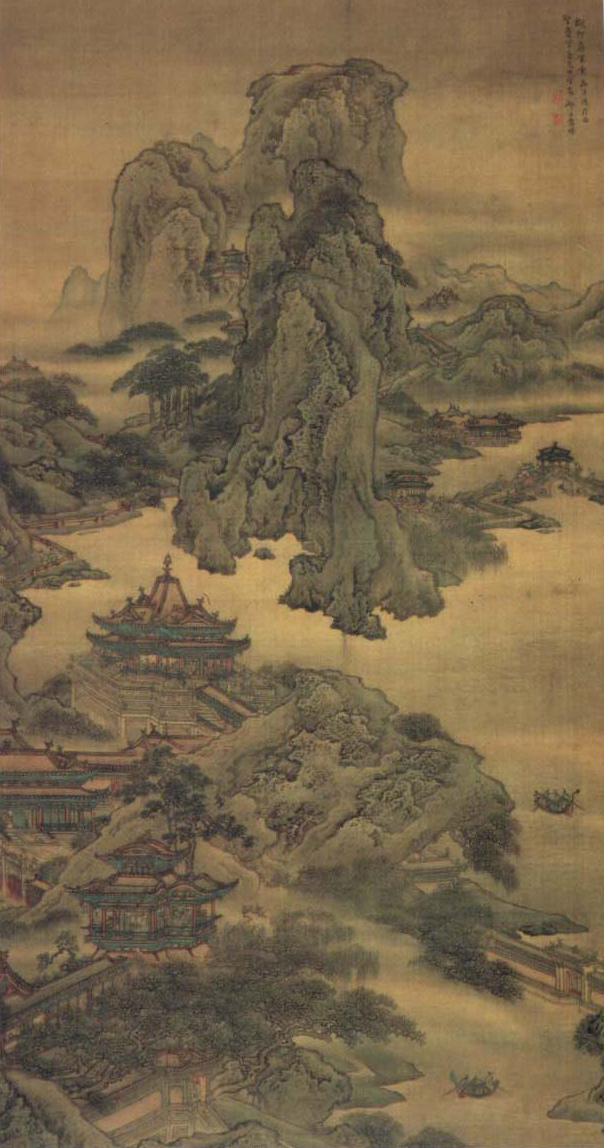
清·袁耀《阿房宫图》

阿房宫的具体位置在《史记》中并没有记述。后来《水经注》称阿房宫位于汉代长安城西南，而《括地志》记载阿房宫位于唐代长安城西北。时人对于阿房宫的认识源于《史记》，将一座东西长南北窄、除南面外三面环墙的夯土基址认定为阿房宫的遗址。1923年，国立北平研究院史学研究所在陕西开展考古工作，参与此次工作的苏秉琦在相关的著述中称，1923年的调查中，他们得知位于明清长安城西侧二十余里的阿房村南有一座人称“上天台”的大土台被当地人认为是阿房宫遗址，但根据考古工作人员的调查，真正的阿房宫遗址位于“上天台”西侧约1公里的位置:8-11。苏秉琦的这个论断也被认为是第一次于近代认定阿房宫遗址具体位置的论断，但是这次考古工作的负责人徐炳昶、常惠却认为阿房村及“上天台”才是阿房宫遗址:38-45。
中华人民共和国成立后，1951年至1956年，苏秉琦和石兴邦带领中国科学院考古研究所的工作人员再次在陕西调查古迹位置，这次调查的配图中标出了阿房宫遗址的位置，该位置位于阿房村的东南，与1923年苏秉琦的调查结果基本一致。1956年8月6日，陕西省人民委员会公布阿房宫遗址为陕西省文物保护单位时，给出了两个不同编号的阿房宫遗址:100，这个编号在1961年公布阿房宫遗址为全国重点文物保护单位时消失，两处遗址此后均被认为共同组成了阿房宫遗址。
20世纪50年代至80年代，考古工作者对阿房宫遗址进行了多次调查和试掘，探明和认定了多处遗址:355。20世纪70年代，阿房宫遗址在农田基建中遭到严重破坏，上天台遗址顶部被农民平整，大量柱础和甬道遗迹被毁，这一平整活动在被发现之后被国务院叫停，并安排考古人员进行了抢救性发掘，这次发掘在一组基址群中发现了大量巨型石柱础，并且出土了大量写有小篆“北司”、“左宫”、“右宫”等字样的瓦片，考古工作者认定这组基址群即为阿房宫的北司遗址。2002年10月，国家文物局批示中国社会科学院考古研究所和西安市文物保护考古所组成阿房宫考古工作队，对阿房宫遗址进行考古勘探、试掘和局部发掘。这次发掘的重点为阿房宫的前殿遗址。这次发掘证实了阿房宫在被废弃之前并未建成，同时也并未发现任何被火烧过的迹象，这次发掘的结果彻底推翻了《阿房宫赋》的内容。但有意见认为前殿遗址已被当地农民平整过，不能排除是否有红烧土的存在，对此当地农民表示，当年平整的土并没有运走，只是就地推平。2002年至2007年，相关机构对阿房宫遗址进行了为期5年的考古调查，明确了阿房宫遗址的范围。

## 遗迹分布
阿房宫遗址总面积达6平方公里，位于长安区和未央区的交界。遗址总共分为七个大区:389-390：
- 第一区位于阿房村南侧，共有三处建筑基址。一号基址为三座中最大的一座，高14.98米、周长230.4米的呈不规则圆形遗址，即上天台遗址。该遗址周围除南面外均有夯土分布，西南侧分布有6小块残存的夯土基址。上天台遗址北侧疑似有一处院落遗址。二号基址位于一号基址北侧，总面积16354平米，应为一座大型院落宫殿建筑群。该基址西侧被现代土壕破坏以至于露出断面，东北部被小学操场盖压。三号基址位于二号基址北侧，是一座面积289平米的独院建筑，顶部为耕土所扰乱。此外上天台遗址东南方向还有一处湖泊遗迹，面积约0.2平方千米。一号建筑基址南侧有一座战国时期的烽火台。
- 第二区位于第一区西侧，是阿房宫前殿遗址及前殿广场所在地。其中前殿遗址现存东西长1,200米、南北长410米、高7至9米的夯土台基，遭毁坏之前的范围则为东西长1,320米、南北长420米。该台基为夯筑，平面自北向南略微倾斜，台基东侧和西侧被现代活动挖出断崖，北侧呈五级台阶，每级台阶宽1至2米，高2至4米。台基顶层北侧残存土梁，高出台面2米左右，厚3.6米，应为倒塌的夯土墙[d]。台顶出土大量瓦片。台基南侧为一座大型广场，广场南侧有4条道路向前延伸。
- 第三区位于阿房村北侧，第二区的东北方向，共有四处建筑基址，其中一处由4块大小不一的夯土台基组成的建筑群，即为北司遗址。其余三组建筑均保存较为完好。该区另有一座8万余平米的湖泊遗址，部分位于村落之下。
- 第四区位于第二区北侧，主要遗迹为一座480平米的单体建筑基址。
- 第五区位于第四区北侧，蔺高村中国人民武装警察部队工程大学附近，主要建筑为武警工程大学操场上的磁石门遗址，该遗址实测面积为4000平米。
- 第六区位于第四区北侧、第五区西南侧、西户公路以东，有一片由四处基址组成的建筑群，总面积1274平米。
- 第七区位于西户公路以西，有三座建筑基址，遗迹普遍被砖瓦厂严重破坏。

## 保护与开发

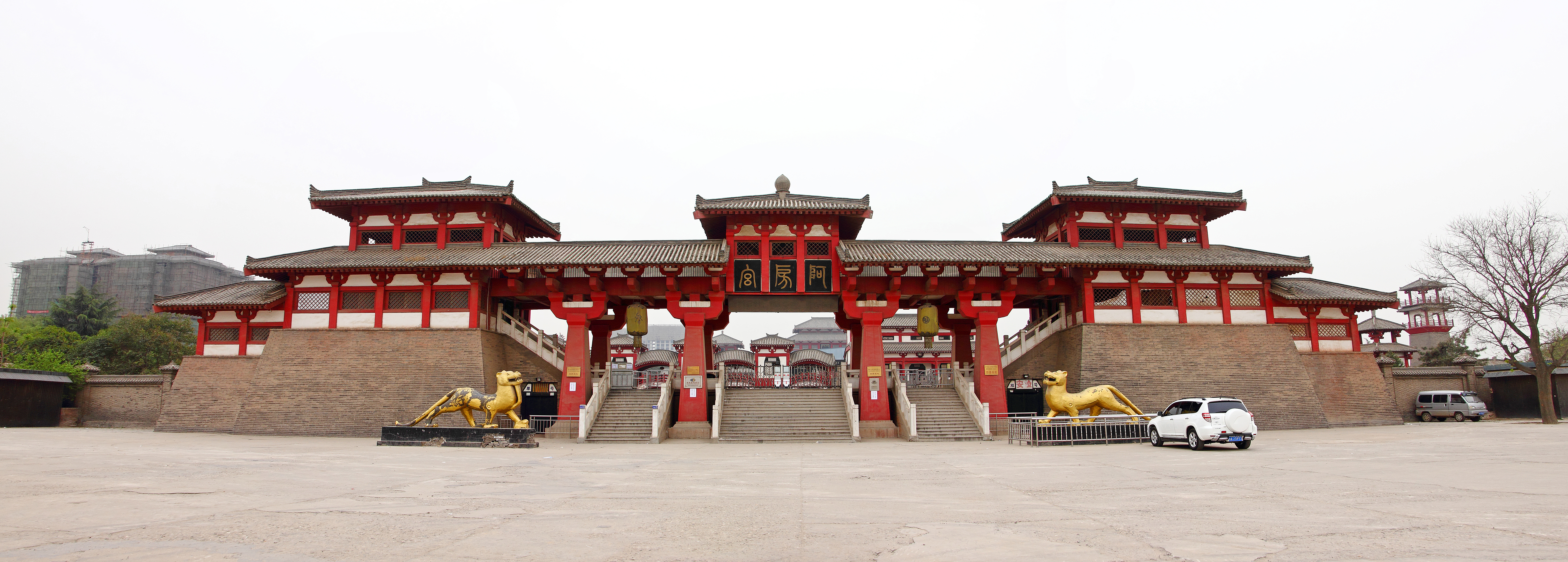
阿房宫景区，2000年建成，2013年拆除

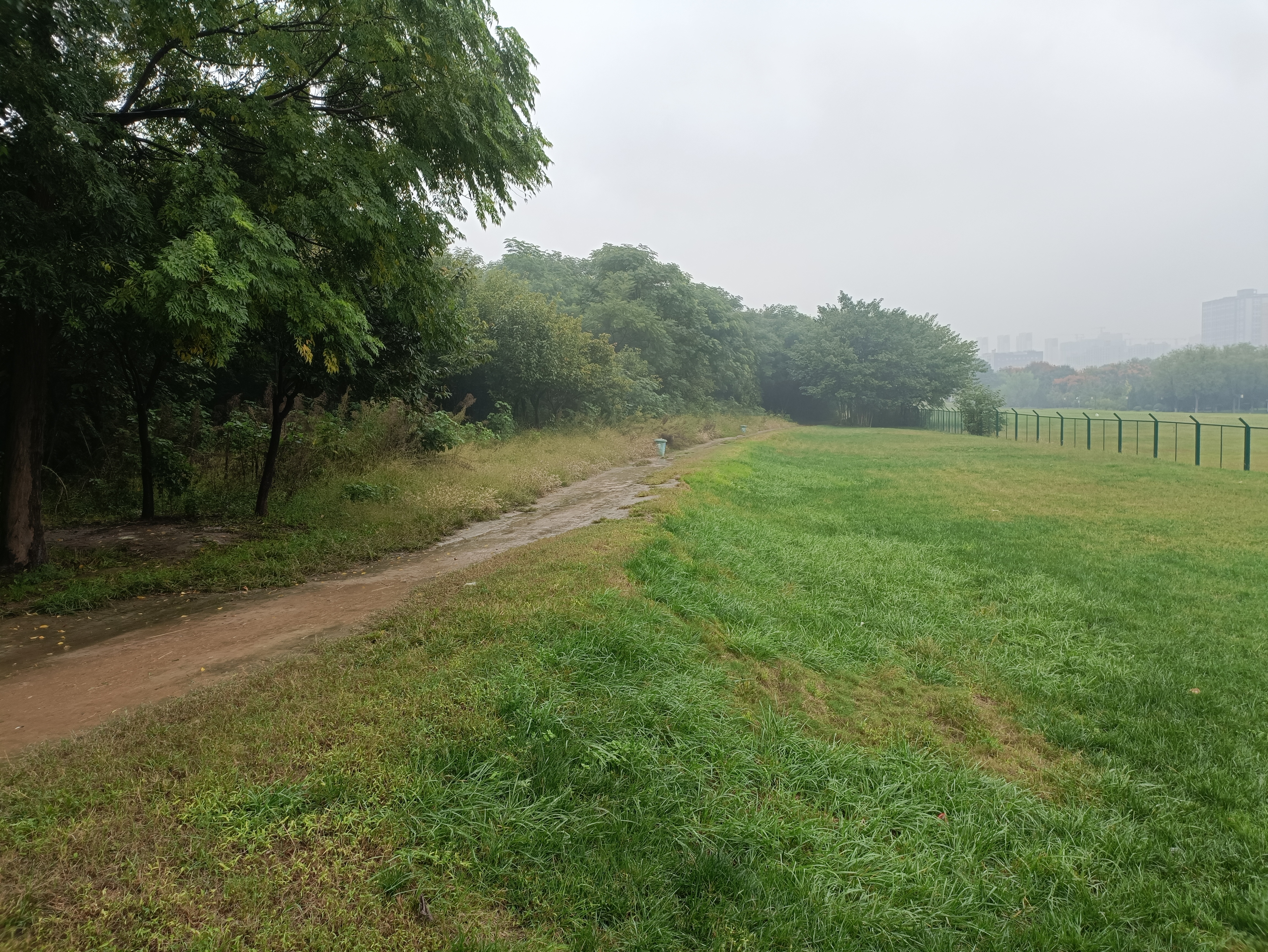
阿房宫遗址公园

1994年，陕西省高等公路管理局擅自在阿房宫前殿夯土台基南侧取土筑路，前后共挖走2,000立方米的土。此次施工很快被国务院叫停。随即西安市人民政府组织人员对阿房宫遗址展开考古调查，并制定了《秦阿房宫遗址保护规划》。2000年，在阿房宫遗址的建设控制地带内建起了西安阿房宫景区，该景区曾为重点招商项目。2013年时出于保护阿房宫遗址的目的，该景区被拆除。2012年，陕西阿房宫遗址的保护规划获得国家文物局批准同意，当年阿房宫遗址公园开始规划建设。2013年，有消息称陕西省将花费380亿元人民币重建阿房宫，但该消息随即遭到陕西西咸新区沣东新城管委会否认。2015年，陕西省人民政府公布《关于批准公布西安城墙等五处全国和省级重点文物保护单位保护规划的通知》，阿房宫遗址在该文件的保护之列。2017年3月，当地村民在阿房宫遗址旁挖土造墓，被文物部门发现后勒令回填。2017年8月16日，阿房宫遗址公园被列为陕西省“十三五规划”的重点项目。